# Jegun
Jegun település Franciaországban, Gers megyében. Lakosainak száma 1182 fő (2022. január 1.). Jegun Antras, Biran, Bonas, Castéra-Verduzan, Cézan, Lavardens, Saint-Jean-Poutge, Saint-Lary és Saint-Paul-de-Baïse községekkel határos.

## Népesség
A település népességének változása:
| Lakosok száma | 1084 | 949  | 976  | 1086 | 1151 | 1142 | 1144 | 1147 | 1164 | 1182 |
|               | 1968 | 1982 | 1990 | 2006 | 2013 | 2015 | 2017 | 2019 | 2020 | 2022 |